# Parlamentní shromáždění Rady Evropy
Parlamentní shromáždění Rady Evropy (PACE) je mezinárodní organizace 46 zemí, jejímž cílem je prosazování lidských práv, demokracie a právního státu. Shromáždění se skládá z 306 členů a 306 náhradníků delegovaných národními parlamenty členských států Rady Evropy a schází se čtyřikrát ročně na týdenních plenárních zasedáních ve Štrasburku. Spolu s Výborem ministrů, výkonným orgánem zastupujícím vlády, je jedním ze dvou statutárních orgánů Rady Evropy, s nímž vede stálý dialog. Nemá pravomoc přijímat zákony.

## Činnost
Shromáždění se poprvé sešlo 10. srpna 1949 ve Štrasburku a ztělesňovalo tehdy naděje mnoha Evropanů, kteří po druhé světové válce považovali evropskou jednotu za nejlepší způsob, jak zabránit návratu válečné devastace, za "záchrannou síť", která by zabránila hrubému porušování lidských práv, jako byly hrůzy holocaustu, a za demokratickou hráz proti tyranii.
Shromáždění je považováno za "motor" organizace, který vede vlády k odpovědnosti v otázkách lidských práv, naléhá na státy, aby zachovávaly demokratické standardy, navrhuje nové myšlenky a vytváří podněty pro reformy.
Mezi hlavní úspěchy Shromáždění patří:
- ukončení trestu smrti v Evropě tím, že se od nových členských států požaduje, aby zastavily všechny popravy
- umožnění a poskytnutí návrhu Evropské úmluvy o lidských právech
- významné zprávy odhalující porušování lidských práv v členských státech Rady Evropy
- pomoc bývalým sovětským zemím při zavádění demokracie po roce 1989
- inspirace a pomoc při tvorbě mnoha nových progresivních vnitrostátních zákonů a pomoc členským státům při překonávání konfliktů nebo dosahování konsensu v rozdělujících politických nebo sociálních otázkách
- přijetí vlajky Evropy a Evropské hymny, které později převzala Evropská unie

## Pravomoci
Parlamentní shromáždění Rady Evropy dalo vznik Úmluvě o ochraně lidských práv a základních svobod a volí soudce Evropského soudu pro lidská práva, nominované členskými státy.
V říjnu 2013, v návaznosti na návrh Výboru pro sociální věci, zdraví a udržitelný rozvoj z předchozího roku, přijalo Shromáždění rezoluci a doprovodné doporučení o právu dětí na tělesnou integritu. V roce 2015 přijal PACE rezoluci o náboženské svobodě a toleranci, v níž odkázal na svou předchozí rezoluci o obřízce a zopakoval svůj názor, že tento zákrok by se měl provádět pouze za vhodných lékařských podmínek. Protože členy PACE jsou i převážně muslimské země jako Turecko, je obtížné nalézt shodu v morálních otázkách, kde panuje silný konzervativismus.
Po Ruské anexi Krymu roku 2014 byla suspendována práva ruských delegátů. Roku 2019 odhlasovalo PACE jejich návrat a Ukrajina na protest shromáždění do roku 2020 opustila. Po Ruské invazi na Ukrajinu v únoru 2022 vyzvalo PACE Radu Evropy, aby Rusko vyloučila, což bylo jednomyslně schváleno. Roku 2023 vyzvalo Mezinárodní soud v Haagu aby zahájil trestní stíhání zločinů spáchaných na Ukrajině. Ve stejném roce vyzvalo Mezinárodní olympijský výbor, který zvažoval povolení účasti ruských a běloruských sportovců pod neutrální vlajkou, aby totální zákaz jejich startu pokračoval.

### Další účastníci jednání
Některé nečlenské státy vysílají delegace na zasedání, ale nemají právo hlasovat.
Parlamenty se statusem Partner pro demokracii: Jordánsko, Kyrgyzstán, Maroko, Palestina
Parlamenty se statusem pozorovatele: Kanada, Israel, Mexiko
Ostatní: Kosovo, Turecká menšina na Kypru